# Lethrus potanini
Lethrus potanini es una especie de coleóptero de la familia Geotrupidae.

## Distribución geográfica
Habita en Mongolia.